# نفخة اوستن فلينت
نفخة اوستن فلينت (بالإنجليزية: Austin Flint murmur)‏ هي مصطلح في طب القلب وهي نفخة قلبية منخفضة النغمة تُسمع بشكل أفضل في قمة القلب. يمكن أن يكون نفخة منتصف الانبساطي أو نفخة سابقة الانقباضي، يرتبط بقلس الأبهر الحاد، على الرغم من أن دور هذه العلامة في الممارسة السريرية قد تم تفسيرها.

## الآلية
يشير تخطيط صدى القلب، وتدفق الألوان التقليدية والأشعة فوق الصوتية دوبلر، والتصوير بالرنين المغناطيسي النووي السيني (تصوير الرنين المغناطيسي النووي) إلى أن نفخة هي نتيجة الاصطدام بتدفق (الشريان الأبهر) على السطح الداخلي للقلب، أي الشغاف.

### الوصف الكلاسيكي
من الناحية الكلاسيكية، يوصف بأنه نتيجة إزاحة نشرة الصمام التاجي والخلط المضطرب لتدفق التاجي الخلفي وتدفق الأبهر الوراء:
الإزاحة: تضرب التدفقات الدموية الناتجة عن قلس الأبهر النشرة الأمامية للصمام التاجي، والتي تؤدي غالبًا إلى إغلاق منشورات التاج المبكرة. يمكن أن يكون هذا خطأ للتضيق التاجي.
اضطراب عمودين من الدم: الدم من الأذين الأيسر إلى البطين الأيسر والدم من الشريان الأبهر إلى البطين الأيسر.

## الاسم
سميت نفخة أوستن فلينت باسم الطبيب الأمريكي في القرن التاسع عشر، أوستن فلينت (1812-1886). لم يوافق على ربط أي علامة جسدية باسم الواصف الأصلي، وكتب: «طالما يتم تحديد العلامات من تشبيهات خيالية، وتسميتها من هذه أو بعد الشخص الذي يصفها، فلا يمكن إلا أن يكون هناك غموض وارتباك».